# میشل ساردو
میشل ساردو (فرانسوی: Michel Sardou‎؛ زادهٔ ۲۶ ژانویهٔ ۱۹۴۷) یک هنرپیشه، خواننده و ترانه‌سرا مشهور اهل فرانسه است. وی از سال ۱۹۶۵ میلادی تاکنون مشغول فعالیت بوده‌است.
او از نوادگان «ویکتورین ساردو» نمایش‌نامه‌نویس فرانسوی است.
از فیلم‌ها یا برنامه‌های تلویزیونی که وی در آن نقش داشته است می‌توان به «صلیب» (۱۹۸۷) اشاره کرد.
وی برندهٔ جوایزی چون «هنرمند مرد سال» (۱۹۹۱)، «ترانه برگزیده سال» (۱۹۸۷)، «پُربیننده‌ترین هنرمند» (سال‌های ۱۹۹۰ و ۱۹۹۹) و همچنین برندهٔ مدال لژیون دونور شده است.